# Losonczi Ágnes
Losonczi Ágnes (Debrecen, 1928. augusztus 27. – 2024. augusztus 19.) Széchenyi-díjas magyar iskolateremtő szociológus, társadalomkutató.

## Életpályája
Egyetemi tanulmányait az Eötvös Loránd Tudományegyetem hallgatójaként végezte el. 1963–1966 között a Magyar Tudományos Akadémia Szociológiai Kutatóintézet ösztöndíjas aspiránsa, 1966–1981 között tudományos munkatársa volt. 1981–1990 között a Magyar Tudományos Akadémia Szociológiai Kutatóintézet Életmód és Településszociológiai Osztály vezetője volt Szelényi Ivánnal. 1990–1992 között a Magyar Tudományos Akadémia Szociológiai Kutatóintézet igazgatója volt Kemény Istvánnal és Hankiss Elemérrel felváltva. 1992–1999 között ugyanitt tudományos főmunkatárs, 1999–2005 között tudományos tanácsadó volt.
2024-ben, egy héttel a 96. születésnapja előtt hunyt el.

### Oktatói tevékenysége
Egyetemi alkalmazásban nem állt, meghívott előadóként kurzusokat tartott a következő egyetemeken és főiskolákon: Liszt Ferenc Zeneművészeti Főiskola, ELTE Bölcsészettudományi Kar (ELTE-BTK) (Szociológia Tanszék), ELTE Természettudományi Kar (ELTE TTK), Marx Károly Közgazdaságtudományi Egyetem, Nyíregyházi Tanárképző Főiskola, Testnevelési Egyetem, Pécsi Janus Pannonius Tudományegyetem, Szombathelyi Tanárképző Főiskola, Pécsi Tudományegyetem, Szociálpolitikai Kar, Semmelweis Egyetem Mentálhigiénés posztgraduális képzésén, Wesley János Lelkészképző Főiskola, École Pratique des Hautes Études (Párizs)

### Tisztségei
- 1993–1998: Elnök (Magyar Mozgókép Alapítvány, dokumentumfilmes szakkuratórium)
- 1990–1997: Tag (Magyar Tudományos Akadémia, tudományos minősítő bizottság)
- 1993–1997: Tag (Magyar Tudományos Akadémia, demográfiai szakbizottság)
- 1993–1997: Tag (Magyar Tudományos Akadémia, akadémiai közgyűlés)
- 1990–1993: Tag (Magyar Tudományos Akadémia, Klinikai Orvostudományi bizottság)
- 1976– : Szerkesztőbizottsági tag (Szociológia című folyóirat)
- 1990–2000: Szerkesztőbizottsági tag (Replika című folyóirat)
- 1992–1997: Kuratóriumi elnök (Mozgókép és Befogadás Alapítvány)
- 1990–2000: Kuratóriumi tag („A rák ellen az emberért, a holnapért” Alapítvány, Betegek Jogaiért és Családjaikért Alapítvány, Szószóló Alapítvány, Fogyatékos gyerekekért és szüleikért, Kék vonal Alapítvány, „Alternatív iskolákért”)

## Díjai, elismerései
- Balázs Béla-díj (1999)
- Akadémiai Díj (2004)
- Nemes Nagy Ágnes-díj (2006)
- A Magyar Köztársasági Érdemrend középkeresztje (2007)
- Príma-díj (2007)
- Széchenyi-díj (2017)[4]
- Hazám-díj (2019)[5]

## Kutatási területei
- 1956–1961: 19. századi dráma és opera; népdal és néptánc
- 1963–1974: A zene társadalmi szerepe, befogadása, zenei mozgalmak
- 1968–1978 Életmód: létfeltételek, anyagi és tárgyi viszonyok, történelmi minták továbbélése, mindennapokat vezérlő értékek; az 1969-es Békés megyei empirikus kutatás vezetője
- 1978–1997: Egészségügy: népegészség állapota, egészségügyi rendszer működése, betegségben megjelenő terhek és egyensúlytalanságok, orvos-beteg viszony aszimmetriái; az 1978-as Zala megyei empirikus kutatás vezetője
- 1985–1999: Társadalmi fordulatok, életfordulók, gyerekvárás, születés, gyerekek veszélyeztetettsége, öregség, az élet utolsó szakasza; az 1987 és 1990 között a Pest megyei agglomeráció kritikus övezetében zajlott, a gyerekvárás, szülés, születés feltételeit és körülményeit vizsgáló kutatás vezetője
- 1990–1993: A mindennapi és politikai gyűlölet forrásai, terjedése és korlátai
- 1992–2005: A polgárosodás nyertesei és vesztesei; szisztematikus történeti feltárás Budapest egyik belső kerületében; 1992–1995-ös kutatás három generáció életfordulóinak és a társadalmi traumatizációinak feltárására; 1994–1996-os kutatás a kisvállalkozók eredetének, kudarcainak, sikereinek vizsgálata
- 1998–2001: Népegészségügyi kutatás Veresegyházán (a kutatás vezetője és alapítója)
- 2005–2009: Az idő társadalmi és elméleti dimenziói (idő és életmód, biológiai és társadalmi idő, az emberi sorsok történelmi ideje).[6]

## Családja
Szülei Losonczi Artúr (1890–1944) kereskedő és Weisz Róza voltak. 1953-ban házasságot kötött Nagy Andrással. Két gyermekük született: Kata (1954) és András (1956).

## Könyvei
- Losonczi Ágnes műhelyéből II. Beszélgetések Losonczi Ágnessel; szerk. Dóka Henrietta; Gondolat, Budapest, 2022
- Losonczi Ágnes műhelyéből : tanulmányok, 1960–2017; szerk. Takács R. Anna; Gondolat, Budapest, 2020
- Az ember ideje – Esszék az időről Archiválva 2014. július 26-i dátummal a Wayback Machine-ben, Holnap, Budapest, 2009
- Sorsba fordult történelem Archiválva 2014. július 26-i dátummal a Wayback Machine-ben, Holnap, Budapest, 2005
- Utak és korlátok az egészségügyben Archiválva 2014. július 26-i dátummal a Wayback Machine-ben, MTA Történettudományi Intézet, Budapest, 1998, (Magyarország az ezredfordulón V., Az életminőség tényezői Magyarországon)
- Ártó – védő társadalom; Ahogy a társadalom betegít és gyógyít... Archiválva 2014. július 26-i dátummal a Wayback Machine-ben; Közgazdasági és Jogi, Budapest, 1989
- Korniss Péter: A vendégmunkás – Fényképregény / The guest worker – A novel of photographs, tan. Losonczi Ágnes, angolra ford. Szöllősy Judit; Mezőgazdasági, Budapest, 1988
- A kiszolgáltatottság anatómiája az egészségügyben Archiválva 2014. július 26-i dátummal a Wayback Machine-ben, Magvető, Budapest, 1986, (Gyorsuló idő)
- Bedarf, Funktion, Wertwechsel in der Musik Archiválva 2014. július 26-i dátummal a Wayback Machine-ben – Musiksoziologische Untersuchung des Musiklebens in Ungarn nach 1945, németre ford. Alpári Tilda, Alpári Pál; Akadémiai, Budapest, 1980
- Az életmód az időben, a tárgyakban és az értékekben Archiválva 2014. július 26-i dátummal a Wayback Machine-ben; Gondolat, Budapest, 1977, (Társadalomtudományi könyvtár)
- Zene – ifjúság – mozgalom Archiválva 2014. július 26-i dátummal a Wayback Machine-ben, Zeneműkiadó, Budapest, 1974, (Zeneélet)
- Az életmódról – Az anyagi feltételek a mindennapi aktivitás és az emberi együttélés kérdései. Békés megyei vizsgálat adatai alapján, MTA Szociológiai Kutató Intézete, Budapest, 1973, (Magyar Tudományos Akadémia Szociológiai Kutató Intézetének kiadványai)
- A zene életének szociológiája. Archiválva 2014. július 26-i dátummal a Wayback Machine-ben Kinek, mikor, milyen zene kell?, Zeneműkiadó, Budapest, 1969
- A zene az emberek között – Fővárosi nagyüzemi és falusi szociológiai felvétel tapasztalataiból, Magyar Rádió és Televízió, Budapest, 1967, (Rádió szakkönyvtár)
- Social characteristics of apperception of music, Tempó, Budapest, 1966, (6. World Congress of Sociology in Evian Hungarian papers)